# Palermo (film)
Pour les articles homonymes, voir Palermo.
Pour plus de détails, voir Fiche technique et Distribution.
Palermo (Palermo oder Wolfsburg) est un film allemand réalisé par Werner Schroeter et sorti en 1980.

## Synopsis
Nicola est le fils d'une famille pauvre sicilienne. Il décide de venir en Allemagne. Il y trouve du travail à Wolfsburg, dans l’usine Volkswagen puis tombe amoureux d'une jeune fille allemande, Brigitte.

## Fiche technique
- Titre : Palermo
- Titre original : Palermo oder Wolfsburg
- Réalisation : Werner Schroeter
- Scénario : Werner Schroeter, Giuseppe Fava
- Dialogues : Werner Schroeter, Orazio Torrisi, Klaus Dethloff
- Photographie : Thomas Mauch
- Scénario : Werner Schroeter, Ursula West
- Costumes et décors : Magdalena Montezuma
- Producteur : Thomas Mauch Film Produktion, Artco Film, Eric Franck
- Société de distribution : Les Films de la Marguerite (France)
- Genre : drame
- Format : 35mm - couleur
- Pays d'origine :  Allemagne de l'Ouest
- Durée : 175 minutes
- Dates de sortie :
  - Allemagne de l'Ouest : février 1980 (présentation au festival de Berlin)
  - France : 4 mars 1981

## Distribution
- Nicola Zarbo : Nicola
- Otto Sander : le procureur
- Ida Di Benedetto : Giovanna
- Magdalena Montezuma : l'avocate
- Johannes Wacker : le juge
- Antonio Orlando : Antonio
- Brigitte Tilg : Brigitte Hahn
- Gisela Hahn : la mère de Brigitte
- Calogero Arancio : le père de Nicola
- Cavaliere Comparato : le grand propriétaire
- Padre Pace : le curé
- Harry Baer : le propriétaire
- Ula Stöckl : juré
- Tamara Kafka : témoin
- Ines Zamurovic : l'interprète
- Isolde Barth : chanteuse populaire

## Distinction
- Ours d'or du meilleur film au festival de Berlin 1980